# South Philadelphia Sports Complex
South Philadelphia Sports Complex är ett 92 hektar (227 acre) stort byggnadskomplex för främst professionell idrott i de södra delarna av staden Philadelphia i Pennsylvania i USA, precis norr om motorvägen Interstate 95.

## Historik
Området började bebyggas på 1920-talet när Sesquicentennial Stadium (John F. Kennedy Stadium) uppfördes och stod klar 1926. Syftet var att fira USA:s 150 års jubileum för landets självständighetsförklaring. På 1960-talet utökades området när akvariet Aquarama Aquarium (The Theater of the Sea) uppfördes 1962 och sen inomhusarenan Spectrum byggdes och stod klar 1967. Spectrum skulle användas av Philadelphia 76ers och Philadelphia Flyers. Tre år tidigare hade staden godkänt att bygga en arena som gemensamt skulle stå som hemmaarena för stadens andra proffslag Philadelphia Eagles och Philadelphia Phillies. Den arenan fick namnet Veterans Stadium och färdigställdes 1971. År 1969 revs akvariet medan 1974 uppfördes hotellet Philadelphia Hilton Inn. Området genomgick inga större förändringar i nästan två efterkommande decennier.
År 1992 revs John F. Kennedy Stadium och fyra år senare invigdes Corestates Center, en ny hemmaarena för 76ers och Flyers och låg söder om Spectrum. Spectrum som arena fick en ny hyresgäst i Philadelphia Phantoms. År 1993 fick Philadelphia Hilton Inn hotellkonceptet Holiday Inn och bytte namn. Runt millennieskiftet 2000 ville Eagles och Phillies ha egna arenor istället att fortsätta dela Veterans Stadium med varandra. Det ledde till att Lincoln Financial Field uppfördes 2003 (Eagles) medan Citizens Bank Park uppfördes året därpå (Phillies). År 2009 stängdes Spectrum och revs två år senare. År 2012 uppfördes nöjesstället Xfinity Live! Philadelphia medan 2021 fick området också hotellet och kasinot Live! Casino & Hotel Philadelphia. Två år tidigare hade Holiday Inn-hotellet blivit rivet.
I början av 2020-talet var 76ers intresserade av att bygga en egen arena utanför SPSC. I juli 2022 offentliggjordes det att arenan skulle byggas i stadsdelen Center City i centrala Philadelphia., både Philadelphias borgmästare och stadsstyrelse sa ja till det två år senare. Den 13 januari 2025 meddelade 76ers ägare Harris Blitzer Sports & Entertainment att den nya påtänkta arenan skulle dock inte byggas utan att man skulle bygga en gemensam med Flyers och deras ägare Comcast Spectacor inom SPSC. Den nya arenan, om den godkänns, ska stå klar och invigas som senast 2031. Comcast Specator hade redan i februari 2024 meddelat att företaget ville investera uppemot 2,5 miljarder amerikanska dollar för att utveckla byggnadskomplexet för att göra den mer attraktivare för besökare, däribland en konsertarena för 5–6 000 åskådare, fler hotell och restauranger, mer detaljhandel samt parkeringshus för att ersätta de parkeringsplatser som skulle försvinna.

## Anläggningar

### Nuvarande

#### Sportarenor
| Bild | Namn                    | Sport              | Hemmalag                               | Åskådare      | Invigd |
| ---- | ----------------------- | ------------------ | -------------------------------------- | ------------- | ------ |
|      | Citizens Bank Park      | Baseboll           | Philadelphia Phillies                  | 42 901        | 2004   |
|      | Lincoln Financial Field | Amerikansk fotboll | Philadelphia Eagles                    | 67 594        | 2003   |
|      | Xfinity Mobile Arena    | Basket Ishockey    | Philadelphia 76ers Philadelphia Flyers | 21 000 19 173 | 1996   |

#### Övriga
| Bild | Namn                              | Verksamhet                           | Invigd |
| ---- | --------------------------------- | ------------------------------------ | ------ |
|      | Live! Casino & Hotel Philadelphia | Hotell, kasino och restauranger      | 2021   |
|      | Xfinity Live! Philadelphia        | Konserter Restauranger Underhållning | 2012   |

### Tidigare

#### Sportarenor
| Bild | Namn                    | Sport                       | Hemmalag                                                     | Åskådare      | Invigd | Riven |
| ---- | ----------------------- | --------------------------- | ------------------------------------------------------------ | ------------- | ------ | ----- |
|      | John F. Kennedy Stadium | Amerikansk fotboll          | Philadelphia Eagles                                          | 102 000       | 1926   | 1992  |
|      | Veterans Stadium        | Baseboll Amerikansk fotboll | Philadelphia Phillies Philadelphia Eagles                    | 61 831 65 352 | 1971   | 2004  |
|      | Wachovia Spectrum       | Basket Ishockey             | Philadelphia 76ers Philadelphia Flyers Philadelphia Phantoms | 18 168 17 380 | 1967   | 2011  |

#### Övriga
| Bild | Namn                                       | Verksamhet | Invigd | Riven |
| ---- | ------------------------------------------ | ---------- | ------ | ----- |
|      | Aquarama Aquarium (The Theater of the Sea) | Akvarium   | 1962   | 1969  |
|      | Philadelphia Hilton Inn/Holiday Inn        | Hotell     | 1974   | 2019  |

### Framtida
| Bild | Namn                   | Sport           | Hemmalag                               | Åskådare | Invigd          |
| ---- | ---------------------- | --------------- | -------------------------------------- | -------- | --------------- |
|      | New South Philly Arena | Basket Ishockey | Philadelphia 76ers Philadelphia Flyers | —        | 2031 (planerat) |